# لی بو رام
لی بو رام (کره‌ای: 이보람؛ زادهٔ ۱۷ فوریهٔ ۱۹۸۷) خواننده و بازیگر اهل کره جنوبی است.